# Johann Michael Hahn

Johann Michael Hahn

Johann Michael Benjamin Hahn (* 2. Februar 1758 in Altdorf bei Böblingen; † 20. Januar 1819 in Sindlingen, heute ein Teil von Jettingen bei Herrenberg) war schwäbischer Pietist und Stifter der Hahn’schen Gemeinschaft. Sein vermeintlicher erster Vorname „Johann“ ist in der Geburtsurkunde nicht vermerkt.

## Leben

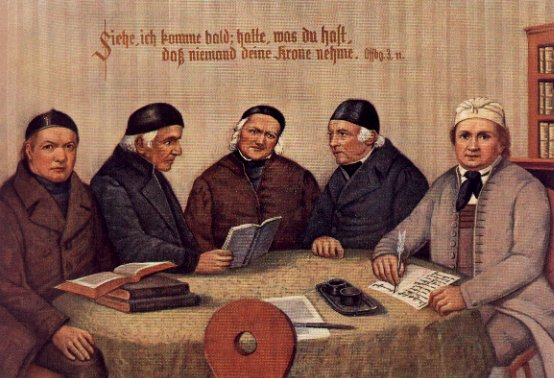
Das „Fünf-Brüder-Bild“, ein Porträt von Persönlichkeiten des württembergischen Pietismus; von links nach rechts: Johannes Schnaitmann, Anton Egeler, Johann Martin Schäffer, Immanuel Gottlieb Kolb, Johann Michael Hahn.

Michael Hahn wurde als Sohn eines Bauern geboren und erlernte das Metzgerhandwerk. Als junger Mann erlebte er eine Bekehrung und schloss sich den Pietisten an. Wichtige Impulse erhielt er durch einen Aufenthalt auf dem Ihinger Hof bei Renningen, einem Zentrum des Separatismus (Radikaler Pietismus). Hier begegnete er höchstwahrscheinlich dem jungen Leinenweber Johann Georg Rapp, den er nach dessen eigener Aussage maßgeblich beeinflusste. In mehreren „Zentralschauen“, spirituellen visionären Erlebnissen, von denen er das erste im Alter von zwanzig Jahren hatte, wurden die Grundlagen seiner Theologie gelegt. Michael Hahn vertrat die Lehre von der Apokatastasis panton, in Württemberg allgemein „Allversöhnung“ genannt. Danach dauern die Höllenstrafen für die Verdammten zwar lange, aber nicht unendlich an (siehe unten). Wie lange Zeit die meisten führenden Mitglieder der Hahn’schen Gemeinschaft blieb auch Hahn selbst unverheiratet.
Michael Hahn lebte ab 1794 als Bauer in Sindlingen bei Herrenberg. Hier stand er unter dem Schutz der Herzogin Franziska von Württemberg, nachdem er von der Landeskirche wegen seiner Anschauungen verfolgt wurde. Viele Menschen strömten zu ihm, um seine Bibelauslegungen zu hören. So bildete sich um ihn nach und nach die nach seinem Tode nach ihm benannte Gemeinschaft, die auch seine Schriften und Lieder bewahrt und weiterpflegt. Ab 1803 konnte er sich ganz seiner theologischen und seelsorgerlichen Arbeit widmen. Hahn schrieb über 2000 Liedtexte, die zu bekannten Choralmelodien zu singen sind.
Michael Hahn war als erster Leiter der im Jahr 1819 gegründeten pietistischen Siedlung Korntal vorgesehen, starb aber vor der Gründung dieser Gemeinde. Er ist der Textdichter der Kirchenlieder Jesu, Seelenfreund der Deinen (EG 560) und Herr, laß mich deine Heiligung (EG 634 Württemberg). Sein Grab befindet sich in Sindlingen, Gemeinde Jettingen bei Herrenberg auf dem kleinen Friedhof.

## Die Lehre von der „Wiederbringung aller Dinge“ bei Michael Hahn
Vielfach wurde von anderen Christen Kritik geübt an der von Michael Hahn und der nach ihm benannten Gemeinschaft vertretenen Lehre der „Wiederbringung aller Dinge“ (Apokatastasis panton; „Allversöhnung“). Diese Lehre widerspricht Artikel 17 der Confessio Augustana, einer lutherischen Bekenntnisschrift. In dem Werk „Die Hahnsche Gemeinschaft – ihre Entstehung und seitherige Entwicklung“ aus dem Jahre 1877 wird sie in einer Weise erläutert, die auch heute noch so von der Hahn’schen Gemeinschaft vertreten wird:

„Die Lehre von der Wiederbringung aller Dinge ist eine Lehre, die besagt, dass alle vernünftigen Kreaturen, insbesondere also die abgefallenen Menschen und Engel, wenn auch großenteils erst nach überstandenen schweren Gerichten, schließlich freiwillig unter das Szepter Jesu Christi sich beugen werden, dass, wie sie in Adam alle – ohne Ausnahme – sterben, so auch in Christo alle – ohne Ausnahme – lebendig gemacht werden sollen und sonach Gott zuletzt wirklich alles in allen sein werde.“

## Werke
- Johann Michael Hahns Schriften. 15 Bände. Originalausgaben Fues, Tübingen (ab 1819), Nachauflagen M. Hahn’sche Gemeinschaft, Stuttgart (ab 1932).
  - Band 1: Lieder über die Berg-Predigt Jesu, ... 1819.
  - Band 2: Briefe über die Apostel-Geschichte, ... 1820.
  - Band 3: Briefe und Lieder über die zweyte Epistel Pauli an die Corinther, ... 1820.
  - Band 4: Briefe und Lieder über die Briefe Pauli an den Timotheus, ... 1820.
  - Band 5: Briefe und Lieder über die heilige Offenbarung Jesu Christi, ... 2. Auflage. 1846.
  - Band 6: Betrachtungen und Lieder über die Psalmen ... Nebst einem Brief über den 119. Psalm als Einleitung 1820; später in zwei Bände geteilt: Band 6,1: Psalm 1 bis 66, ... 3. Auflage 1853, und Band 6,2: Psalm 67 bis Ende, 3. Auflage 1853.
  - Band 7: Betrachtungen auf alle Tage des Jahrs über den Brief Pauli an die Römer, ... 1849.
  - Band 8: Betrachtungen auf alle Tage des Jahrs über einzelne biblische Texte, ... 1825.
  - Band 9: Betrachtungen, Gebete und Lieder auf die Sonn-, Fest- und Feyertage, ... 1826.
  - Band 10: Sammlung von auserlesenen geistlichen Gesängen zur Belehrung, ... 1827.
  - Band 11: Send-Briefe über einzelne Kapitel aus dem alten Testament und den vier Evangelisten, ... 1855.
  - Band 12: Send-Briefe über einzelne Capitel aus dem alten und neuen Testament und Antworten auf Fragen über Herzenserfahrungen, ... 1830.
  - Band 13: Sendschreiben und Lieder an Freunde der Wahrheit als Antworten auf ihre Fragen. 1841.
  - Band 14: Briefe von der ersten Offenbarung Gottes durch die ganze Schöpfung bis an das Ziel aller Dinge, ... 1825. ("System seiner Gedanken")
  - Band 15: Sammlung auserlesener geistlicher Gesänge, ... 5. Auflage. 1891. ("I. Liederband")
- Gotteserkenntnis und Heiligung. Aus seinen Briefen, Betrachtungen und Liedern. Hrsg. von Gerhard Schäfer, Franz, Metzingen 1994 (Zeugnisse der Schwabenväter, Band 14/15), ISBN 3-7722-0227-6.

## Gedenktag
- 19. Januar im Evangelischen Namenkalender[3]